# Tereza Neumanová
Tereza Neumanová, née le 9 août 1998 à Třebíč est une coureuse cycliste tchèque.

## Biographie

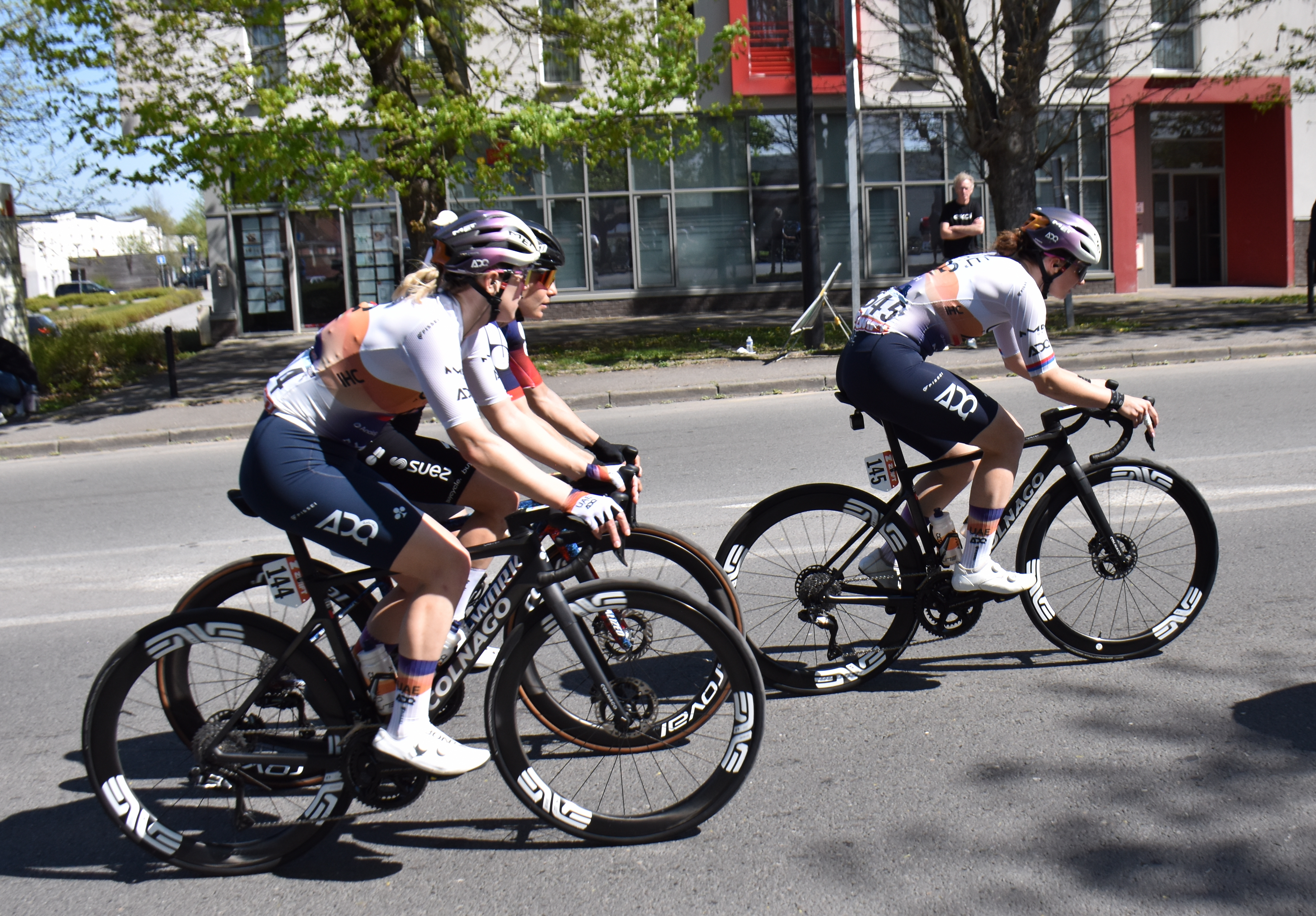
Tereza Neumanova #145 lors de Paris-Roubaix 2025.

Tereza Neumanová pratique dans sa jeunesse le VTT et le ski de fond. Elle pratique également le cyclisme sur piste durant ses années juniors.
Elle commence sa carrière professionnelle en 2017 au sein de l'équipe Dukla Prague, avant de rejoindre le ČS Accolade deux ans plus tard. Le titre de championne de République tchèque acquis cette saison là lui permet de participer pour la 1re fois aux championnats du monde 2019.
La saison 2020, marquée par la pandémie de Covid-19, est blanche pour Neumanová, qui aurait pu arrêter sa carrière. Elle trouve cependant un nouveau contrat la saison suivante, avec l'équipe espagnole Women Cycling Sport. Un nouveau titre de championne nationale lui assure sa participation aux Jeux olympiques de Tokyo 2020 qui ont lieu à l'été 2021 et qu'elle termine à la 33e place.
La saison suivante, 2022, elle monte d'un échelon en signant avec l'équipe Liv Racing-Teqfind. À la fin de la saison 2023, l'équipe disparait et une grande partie de l'encadrement et des coureuses est transférée vers l'équipe Liv-AlUla-Jayco, qu'elle rejoint donc pour la saison 2024.

## Palmarès sur route

### Par années
- 2019
  -  Championne de Tchéquie sur route
- 2020
  - 2e du championnat de Tchéquie sur route
- 2021
  -  Championne de Tchéquie sur route
- 2022
  -  Championne de Tchéquie sur route
- 2025
  - 2e du Trofee Maarten Wynants

### Résultats sur les grands tours

#### Tour d'Italie
2 participations :
- 2022 : non-partante (7e étape)
- 2023 : 72e

#### Tour d'Espagne
2 participations : 
- 2023 : 90e
- 2024 : abandon (5e étape)

### Classements mondiaux
| Année                                 | 2017 | 2018 | 2019 | 2020 | 2021 | 2022 | 2023 | 2024 |
| ------------------------------------- | ---- | ---- | ---- | ---- | ---- | ---- | ---- | ---- |
| Classement UCI                        | 359e | 672e | 308e | 190e | 116e | 94e  | 234e | 148e |
| UCI World Tour                        | nc   | 220e | nc   | nc   | 113e | 71e  | 142e | 81e  |
|                                       |      |      |      |      |      |      |      |      |
| Légende : nc = non classéSource : UCI |      |      |      |      |      |      |      |      |